# Harlowton
Harlowton är administrativ huvudort i Wheatland County i Montana. Orten fick sitt namn efter järnvägsdirektören Richard Harlow.